# NGC 6100
NGC 6100 ist eine 13,4 mag helle Balken-Spiralgalaxie vom Hubble-Typ SBa im Sternbild Schlange und etwa 220 Millionen Lichtjahre von der Milchstraße entfernt.
Sie wurde am 3. Juli 1886 von Lewis A. Swift entdeckt.